# Sommerschafweide auf Hagbühl
Die Sommerschafweide auf Hagbühl ist ein vom Landratsamt Münsingen am 31. Mai 1955 durch Verordnung ausgewiesenes Landschaftsschutzgebiet auf dem Gebiet der Stadt Münsingen.

## Lage und Beschreibung
Das 7 Hektar große Landschaftsschutzgebiet liegt etwa 1,5 km westlich des Münsinger Stadtteils Hundersingen. Es liegt an der Grenze der Naturräume Mittlere Flächenalb und Mittlere Kuppenalb und in der Entwicklungszone des Biosphärengebiets Schwäbische Alb.
Geologisch stehen hauptsächlich die Unteren Massenkalke des Oberjuras an.
Das Landschaftsschutzgebiet ist infolge der Nutzungsaufgabe heute überwiegend durch Sukzession oder Aufforstung bewaldet.